# Kanga
«Kanga» (estilizado como «KANGA») es una canción del artista de hip hop estadounidense 6ix9ine de su álbum debut, Dummy Boy (2018). Cuenta con la participación del rapero Kanye West.

## Composición
La canción fue producida únicamente por Murda Beatz. Aunque 6ix9ine solo usa su eslogan de firma "It's fucking Tr3yway" una vez en el álbum, lo insinúa en la canción con la letra: "How Ye? How Ye? How, Sway? Nigga, está jodiendo ...". "Fefe" es la única canción en la que lo dice en el álbum, que fue lanzado como sencillo en una fecha anterior y el razonamiento detrás de esto es que 6ix9ine realmente había sido prohibido usar su lema en Dummy Boy.

## Desempeño comercial
"Kanga" llegó al número 7 en el Billboard  Hot 100 tras el lanzamiento de Dummy Boy. Junto a esto, debutó en la lista de sencillos de R&B/Hip-Hop de US Bubbling Under en el número 1.